# Ester Elisabeth Grönblad
Ester Elisabeth Grönblad (Upsala, 1 de agosto de 1898-28 de mayo de 1970) fue una oftalmóloga sueca.

## Biografía
Nacida en Upsala el 1 de agosto de 1898, estudió medicina en la Universidad de Estocolmo entre 1916 y 1920. Trabajó como oftalmóloga en el hospital Serafimerlasarettet de dicha ciudad y también en el extranjero. Se doctoró en 1933 con una tesis sobre el pseudoxantoma elástico, también conocido como enfermedad de Grönblad-Strandberg por su apellido y el del dermatólogo sueco James Strandberg. Colaboró además con Henrik Sjögren en la investigación del actualmente llamado síndrome de Sjögren. Escribió un libro y varios artículos sobre la historia del pueblo donde veraneaba, Furusund, donde hoy en día hay una calle con su nombre. Falleció el 28 de mayo de 1970.